# Негроамаро
Негроамаро (Negroamaro, буквально: «чёрный горький») — один из основных сортов чёрного винограда, используемых для производства красных (реже розовых) вин в Апулии, главным образом на полуострове Салентина. Часто купажируется (смешивается) с рано созревающим примитиво и ароматной мальвазией.
Считается древним автохтонным сортом, однако попытки отождествить его с сортами, упоминаемыми древними римлянами, пока что гадательны. Вторая часть названия, вероятно, происходит от местного словечка màru, означающего «чёрный» (от греч. μαύρο). В 1990 году занимал на юге Италии не менее 40 000 га, однако под давлением Евросоюза занимаемая им площадь сократилась в последующие 20 лет почти на 70 %. По данным 2016 года занимал 11,5 тыс. га, преимущественно в провинциях Бриндизи и Лечче.
Негроамаро хорошо переносит сухой, жаркий климат и даже в засушливых условиях стабильно даёт высокий урожай. Неприхотлив в отношении почвы.
Сила роста лозы сильная. Лист средний, пятилопастный. Гроздь крупная, удлинённая. Созревает позже своего главного соперника в регионе — примитиво. Ягоды средней величины, округлые, тёмно-синие, покрыты слоем пруина.
Негроамаро даёт красные вина с высоким содержанием алкоголя и танинов (отчего им может быть присуща незначительная горечь). Эти вина чуть легче аналогов из примитиво и становятся годными к употреблению несколько раньше, чем те. Местные виноделы часто смешивают виноматериалы из этих сортов, так как добавка примитиво придаёт винам из негроамаро насыщенность («тело»), структуру и долговечность. При этом наличие в вине примеси примитиво не всегда афишируется на этикетке.
Красное вино, выработанное в границах аппелласьона Саличе-Салентино, должно состоять из негроамаро не менее чем на 80%. Старейшая в Саличе винодельня Leone de Castris была основана в 1665 году по указанию графа Лемоса из феодального рода Кастро. В конце XIX века его потомок, сенатор Арканджело де Кастрис, неустанно пропагандировал вина из Саличе как лучшие в Апулии.
На территории Италии этот сорт винограда можно встретить под названиями: Негро Амаро (Negro Amaro), Неграмаро (Negramaro), Нигра Амару (Nigra amaru), Ниуру Мару (Niuru maru), Альбезе (Albese), Абруццезе (Abruzzese), Арбезе (Arbese), Йонико (Jonico), Манджаверде (Mangiaverde), Неро Леччезе (Nero Leccese), Ува Кане (Uva Cane).